# Batman: Hush
Batman: Hush è un arco narrativo pubblicato da DC Comics tra il 2002 e il 2003 e realizzata da Jeph Loeb (testi), Jim Lee (disegni), Scott Williams (chine) e Alex Sinclair (colori).
La storia narra di un misterioso personaggio, con la testa avvolta in alcune bende, chiamato Hush, che sembra intento a sabotare Batman da lontano, usando per i suoi scopi altri villain. Sottolinea inoltre i sentimenti romantici tra Batman e Catwoman. La vicenda continua il percorso narrativo intrapreso da Loeb nel descrivere la sua visione di Batman e del suo rapporto con Catwoman, dopo Il lungo Halloween, Vittoria oscura e Catwoman: Vacanze romane.

## Trama
Batman salva un ragazzo rapito da Killer Croc al quale Catwoman ruba il denaro del riscatto. L'Uomo Pipistrello insegue la donna attraverso Gotham City, ma la sua corda viene tagliata da qualcuno e lui precipita a terra, riportando una grave ferita alla testa. Il maggiordomo Alfred chiama ad operarlo l'amico d'infanzia di Bruce Wayne, Thomas Elliot, rinomato neurochirurgo. Ripresosi, Batman scopre che Catwoman ha agito per conto di Poison Ivy; quando incontra la Gatta, i due si baciano.
La coppia rintraccia Poison Ivy a Metropolis, dove scoprono che la donna ha assunto il controllo di Superman. Grazie all'anello di Kryptonite affidatogli, Batman riesce a tenere occupato e a fronteggiare brevemente l'Uomo d'Acciaio, mentre Catwoman fa in modo che Lois Lane cada da un grattacielo, così che Superman riprenda i sensi e salvi la compagna. Superman fa esattamente questo e così lui e il suo amico di sempre, Batman, riescono a catturare Poison Ivy.
Più tardi, a Gotham, Bruce e Selina Kyle trascorrono una serata all'opera, quando Harley Quinn irrompe in teatro. Nella conseguente lotta, il dr. Elliot viene ucciso per mano di Joker; Batman interviene, e rischia di uccidere il criminale, ma l'ex commissario di polizia Gordon lo dissuade dal farlo. Dick Grayson torna a Gotham per i funerali di Elliot, e Bruce lo informa che ha il sospetto che ci sia un'unica mente dietro tutti quei crimini. In tutti i luoghi dove questi sono avvenuti infatti, pare esserci sempre lo stesso uomo, con il volto bendato, che viene indicato come Hush.
Dopo aver distrutto alcune macchine corazzate dell'Enigmista, Nightwing e Batman trovano le prove per dimostrare che anche Ra's al Ghul è coinvolto in quello che Batman crede un grande complotto contro di lui. Ra's gli rivela di un uomo che ha usato una delle sue Fosse di Lazzaro. In seguito Batman trova Tim Drake, catturato dall'ex Robin Jason Todd, ritenuto morto: tuttavia, mentre lotta contro di lui, Batman si rende conto che quello non è il vero Jason, ma qualcuno che ne ha assunto le sembianze: Clayface.
Batman rinviene nei suoi computer dei dispositivi ignoti, inseriti da Harold, che viene ucciso prima di poter rivelare chi lo aveva obbligato a farlo. Batman scopre allora che è stato Elliot ad architettare il tutto, facendo inscenare da Clayface la sua morte. L'uomo prova rancore nei confronti della famiglia Wayne, poiché il dottor Thomas Wayne aveva salvato la vita della madre di Elliot dopo un incidente automobilistico provocato dallo stesso figlio, al fine di ottenerne l'eredità. Nel successivo confronto, Elliot è colpito da Due Facce (con il volto ricostruito dallo stesso Elliot) e precipita in acqua, senza che però Batman riesca ad accertarsi dell'identità di Hush. Il suo corpo non viene trovato.
La vera mente criminale dietro tutto questo è però l'Enigmista: dopo essersi curato un cancro grazie ad una Fossa di Lazzaro, aveva compreso la vera identità di Batman e si era alleato con Elliot, chiamando il complotto "Piano Hush". Batman convince poi l'Enigmista a non rivelare la sua vera identità a nessun altro, poiché un enigma che ha una risposta non sarebbe più tale. Ciò che però Nygma non rivela al Cavaliere Oscuro è dove si trovi il corpo di Jason, sparito dalla sua tomba.
Batman e Catwoman si incontrano: lui appare ancora diffidente nei suoi confronti e sulla sua partecipazione al complotto. Alla donna sfugge poi il nome di Hush, alimentando ancor di più i timori del Pipistrello, e alla fine lei si allontana: anche se Batman afferma di fidarsi di lei, Selina sembra capire che neanche lui è pronto a fidarsi del tutto.

## Seguito
Dopo il successo di Hush, Jim Lee e Jeph Loeb sono stati invitati a seguire la storia con altri sei numeri, ma il progetto non venne realizzato. La trama dell'arco narrativo è stato continuata da AJ Lieberman nel progetto, ora sospeso, Batman: Gotham Knights.
Due elementi della trama sono stati successivamente modificati in alcune storie successive di Batman. In Batman Annual n. 25 è stato rivelato che Batman ha effettivamente combattuto contro il vero Jason Todd nel cimitero, che più tardi è stato scambiato con Clayface. Inoltre, a seguito della serie Crisi Infinita, è stato rivelato che l'Enigmista trascorse un anno in coma e perse la memoria, compreso il fatto che Bruce Wayne fosse Batman.
Durante il New York Comicon 2024 è stato annunciato che Loeb e Lee sarebbero tornati per un sequel di Hush. Il 17 gennaio 2025 viene caricato il trailer del sequel sul canale YouTube ufficiale della DC Comics in cui viene ufficializzato il titolo H2SH. La storia ha debuttato su Batman n. 158 a partire da marzo 2025, concludendosi col n. 163, ad agosto dello stesso anno.

## Edizioni
Batman: Hush è stata pubblicata mensilmente su Batman n. 608-619, da DC Comics. Il primo numero della serie è stato un successo arrivando al primo posto della Top 300 Comics nell'ottobre 2002 con pre-vendite di 113 061 copie. È stato successivamente raccolto in due volumi, uno con copertina rigida, e più tardi, nel 2005, in un sovradimensionato Absolute Batman: Hush, con copertina rigida.
Nel 2008, la Planeta DeAgostini ha pubblicato in Italia la saga Hush nei numeri 19 e 20 della collana Batman: La leggenda. Nell'estate 2021, La Gazzetta dello Sport ha ristampato la storia in due volumi, nella collana da edicola Supereroi le leggende DC.

## Accoglienza
IGN Comics ha inserito i volumi di Batman: Hush al decimo posto nella lista delle 25 migliori graphic novel, dicendo che "ci sono alcuni momenti davvero indimenticabili" e «il lavoro di Jim Lee è incredibile».
Craig Lemon da ComicsBulletin.com ha criticato la trama, sostenendo che troppe persone ora sanno l'identità segreta di Batman, dicendo che la storia non era molto avvincente, e che Batman è stato raffigurato come inetto per non essere stato preparato per una situazione come quella, in cui la sua identità era a rischio. Tuttavia, egli ha elogiato il dialogo, la mancanza di battute inutili, il ritmo e l'azione e aspetti minori, come l'auto difesa del bat-costume. Per quanto riguarda il disegno, Lemon ha dichiarato che è perfetto, ma ha lamentato che "i denti degli uomini sono digrignati. Tutte le donne hanno un seno enorme. C'è una strana anatomia in tutti quanti", ammettendo però che alcuni lettori hanno apprezzato questo tipo di disegni.
Sul sito web The Masked Bookwrym, D.K. Latta ha scritto: "Jeph Loeb è uno di quegli scrittori... che ha grandi e ambiziose idee per le storie di supereroi, ma non ha idea di come realizzarle".
Riguardo al n. 616, Tim Hartnett ha affermato che "Jeph Loeb ha scritto questa storia dal punto di vista di Batman. Se questa è la regola di base, allora come può Batman sapere qualcosa che sta succedendo altrove?". "Il mio stomaco si rannicchia quando sento la gente dire che questa è una delle più grandi storie di Batman mai scritte. Soprattutto quando si ha poco a che fare con le storie aggiunte alla leggenda di Batman". Hartnett riassume così: "Batman: Hush è finalmente concluso. Grazie a Dio. Forse il più giovanile, mediocre, patetico pretesto per ottenere Jim Lee in un libro che è giunto al termine".

## Altri media
Nel 2019 dal fumetto è stato tratto il film di animazione Batman: Hush, diretto da Justin Copeland. Il film è il quattordicesimo capitolo del DC Animated Movie Universe, facente parte dei DC Universe Animated Original Movies.